# Trox howelli
Omorgus howelli là một loài bọ cánh cứng trong họ Trogidae. Nó xuất hiện ở Florida và Texas. Nó được xếp vào chi Trox năm 2006.

## Hình ảnh

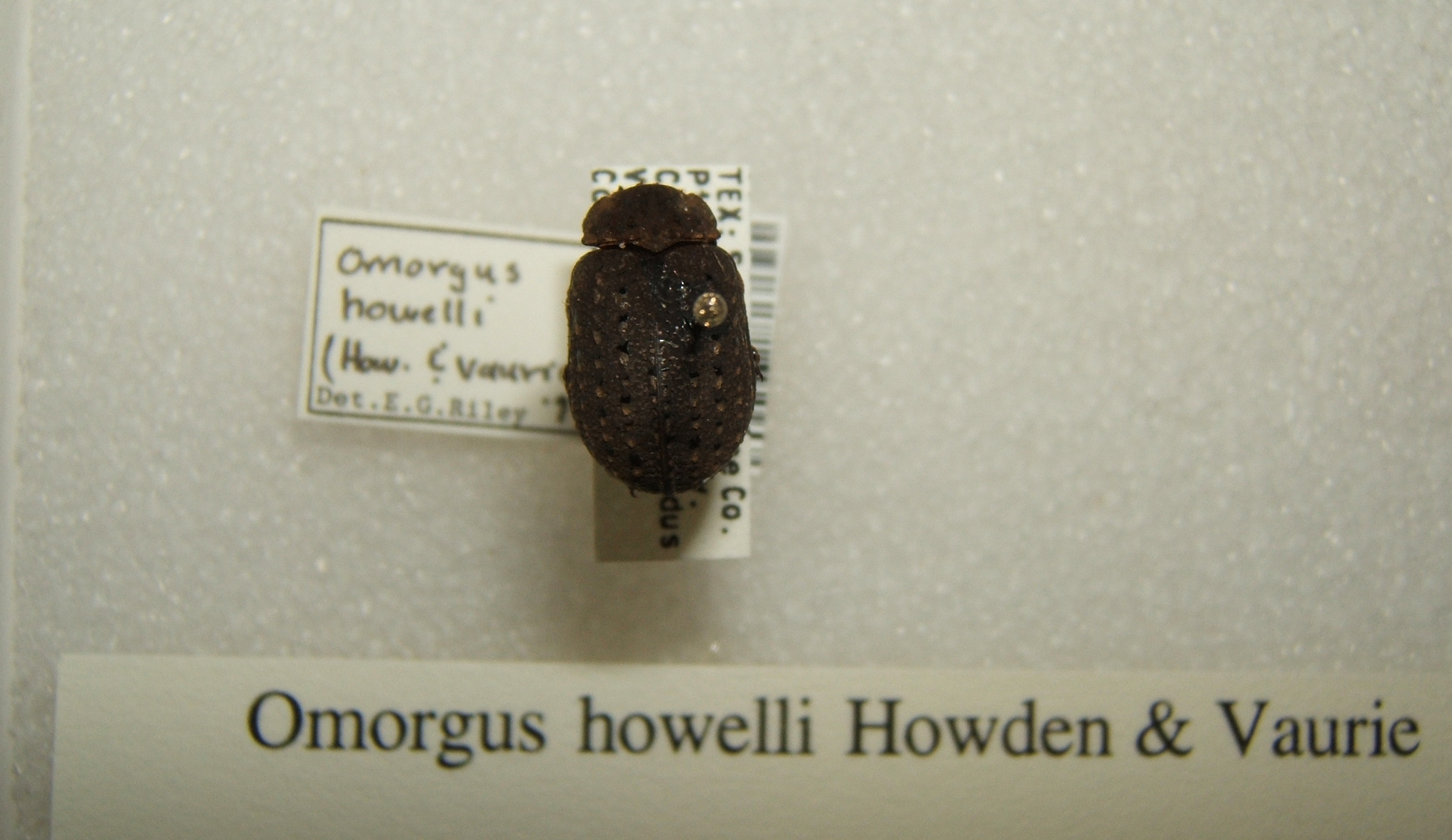